# بيتر بان (فلم 1953)
بيتر بان (بالإنجليزية: Peter Pan) فيلم رسوم متحركة من نوع المغامرة من إنتاج والت ديزني تم إصداره في 5 فبراير 1953 (الولايات المتحدة الأمريكية).

كل ليلة تحكي ويندي لشقيقيها الصغيرين مايكل وجون قصة من مغامرات الفتى المغامر بيتر بان الذي يعيش في «نيفرلاند»، الأرض التي لا يكبر فيها الأطفال أبدا.

ولم تعتقد ويندي يوما أن يأتي إليها بيتر بان الذي يدخل غرفها بصحبة الجنية الصغيرة «تينكر بيل» وإذا بها تجد كل ما كانت تحكيها من خيال حقيقة وتعيش مع بيتر بان مغامراته ضد القرصان هوك..

## مرحلة إنتاج الفيلم

### والت ديزني وبيتر بان
والت ديزني هو مؤسس شركة «والت ديزني» الشهيرة والتي قامت بإنتاج العديد من الافلام الناجحة مثل الأسد الملك، ، ، حكاية لعبة، بينوكيو، بامبي، الجميلة والوحش وغيرها.

في عام 1913 كان و«والت ديزني» قد رأس مسرحية لبيتر بان وتقوم بها البطلة مود ادامز، وبعد 11 سنة رأى فيلما صامتا لبيتر بان، وفي عام 1934 قرر والت ديزني أن ينتج فيلما يتناول تلك القصة بأسلوب جديد على الا تخرج عن الأحداث الاصلية للقصة.

### البدأ في العمل
في عام 1939 قامت إدارة مستشفى جريت أورموند ستريت في لندن والتي تمتلك الحقوق الحصرية لقصة بيتر بان التي اعطيت من قبل جيمس ماثيو باري المؤلّف بإعطاء التصريح الرسمي لوالت ديزني بان ينفذ مشروع الفيلم الكارتوني بيتر بان.

### الإنقطاع
في عام 1940 بدأت ورشة العمل لإنتاج الفيلم واعتقد جميع طاقم العمل ان الاستعدادات لن تأخذ وقتا طويلا وبالفعل تم ذلك حيث بدا أن الفيلم سينتهي بسرعة فائقة، ولكن هناك عوامل اعيقت تنفيذ هذا العمل وكان أحد أهم تلك الاسباب هو الحرب العالمية الثانية، وتم التأجيل إلى 1949.

### العودة من جديد
كان صوت بيتر بان من نصيب الممثل الشاب وقتها وهو متوفي حاليا «بوبي ديرسكول» لكي يكون صوت بيتر بان في الفيلم، كذلك قامت الشركة بتعيين الممثل «هانس كوريد» والذي قام بصوت «كابتن هوك» و«السيد دارلنج أيضا» وأخيرا «كاثرين بيمونت» لكي تقوم بصوت «ويندي» والتي ما زالت إلى وقتنا هذا تقوم بصوت ويندي في المناسبات والعاب الفيديو جيم الخاصة بيتر بان.

أصبح كل شيئا جاهزا ماعداالرسوم المتحركة التي لم تنته بعد بسبب عدم الإتقان، وهنا اراد والت ديزني أن يقوم بخطة ذكية وهي أن يقوم باستعراض فيلم بيتر بان أمام الرسامين كمسرحية حتى يروا انطباعاتهم وملامحهم وحركاتهم.

و كانوا يلبسون نفس الملابس الملائمة للشخصيات بالإضافة للدعائم التي كانت متوفرة حتى يكون سهل عليهم ان يرسموها وبالفعل نجحت الخطة وتم تطبيق هذا النظام فيما بعد في الافلام التالية لديزني بل اقتبستها الشركات الأخرى أيضا.

بعد ذلك تولى مسؤولية الموسيقى التصويرية والالحان والكلمات (فرانك تشرشل، سامي فين، تيد سيرز، أوليفر والاس، جاك لورانس) والذين الفوا عدة اغاني في الفيلم اعتبروا من كلاسيكيات الموسيقى الغربية وكانت الاغاني "You Can Fly!" و"The Second Star To The Right" وأيضا "Following The Leader".

### نهاية العمل والمبيعات
تم الانتهاء من الفيلم المنتظر «بيتر بان» ليعرض في جميع ادوار العرض السينمائية يوم 5 فبراير عام 1953، كما تم إعادة عرض الفيلم في ادوار العرض نظرا للطلبات في (1958 - 1969 - 1976 - 1982 - 1989) قبل أن يطرح في الاسواق على شرائط فيديو عام 1990، كما اعيد طرح الفيلم عن طريق شرائط الفيديو عام 1998 بمناسبة مرور 45 سنة على الفيلم، وطرح الفيلم ولاول مرة على اقراص الDVD عام 1999 وأيضا في عام 2002 كعرض خاص. 

تكلفت ميزانية الفيلم 4 ملاين دولار، وحققت مبيعات الفيلم في الولايات المتحدة فقط 87,400,000 دولار، بالإضافة لمبيعات الفيديو والدي في دي التي وصل مبيعاتها إلى 37,584,000 دولار.

## مؤدي الأصوات
| أسم الشخصية   | اسم الشخصية بالأنجليزية | مؤدي الصوت بالدبلجة العربيّة (لهجة مصرية) | مؤدي الصوت بالدبلجة العربيّة الفصحى (تلفزيون ج) | مؤدي الصوت بالدبلجة العربيّة الفصحى (ديزني+) | مؤدي الصوت الأصليّ (بالإنجليزيّة) |
| ------------- | ----------------------- | ---------------------------------------- | ---------------------------------------------- | ------------------------------------------- | ------------------------------- |
| بيتر بان      | Peter Pan               | إيهاب فهمي                               | زياد الشريف                                    | محمد تامر                                   | Bobby Driscoll                  |
| ويندي         | Wendy                   | مريم الخشت                               | ؟                                              | سلمى البحيري(حوار) - نهى قيس(غناء)          | Kathryn Beaumont                |
| جون           | John                    | معوض إسماعيل                             | ؟                                              | إياد الجندي                                 | Paul Collins                    |
| مايكل         | Michael                 | شادي خفاجة                               | ؟                                              | عمر سامح                                    | Tommy Luske                     |
| جورج دارلنج   | George Darling          | سامي مغاوري                              | ؟                                              | خالد الشرشابي                               | Hans Conried                    |
| كابتن هوك     | Captain Hook            | ماجد الكدواني                            | عادل خلف                                       | إسماعيل جمال                                | Hans Conried                    |
| ماري دارلنج   | Mary Darling            | صفاء الطوخي                              | ؟                                              | آية حمزة                                    | Heather Angel                   |
| التوأم        | Twins                   | عبد الرحمن صفوت                          | ؟                                              | حمزة رأفت                                   | Jonny McGovern                  |
| الزعيم الهندي | Indian Chief            | اشرف سويلم                               | ؟                                              | أحمد أبو عبيرة (حوار) - بهاء أيوب (غناء)    | Candy Candido                   |

## حقائق
- في القصة الاصلية لبيتربان كانت الكلبة «نانا» من المفترض ان تذهب مع ويندي وجون ومايكل وبيتربان إلى أرض الأحلام ولسبب ما تم الغاءها.
- جيمس ماثيو باري هو كاتب قصة بيتر بان، وقد استوحى كتابته من الأطفال الذي كان وصيا عليهم، وهم أطفال لولين دافيز.
- حصل والت ديزني على حقوق بيتربان من شارع أورموند العظيم المستشفى في لندن مقابل دفعه ل5000 جنيه استرليني، وكان وقتها مبلغا باهظ.
- «بيتربان» من أحد الافلام الكثيرة التي تم تأجيلها بسبب الحرب العالمية الثانية وهناك مشاريع لم تكتمل.
- اعتقد الكثيرون ان «تينكربيل» نموذح مصغر ل«مارلين مونرو» نظرا للتشابه الكبير، ولكن في الحقيقة «تينكربيل» كانت نموذجا مصغرا ل«مارجريت كيري».
- كانت نسخة ديزني ل«بيتربان» حدثا تاريخيا والسبب انه قبل أنشاء نسخة ديزني كانت ادوار بيتربان تمثل عن طريق الممثلات مثل مود ادامز (1905) وبيتي برونسون (1927)، وكانت هذه النسخة الأولى في التاريخ التي يقوم بها البطل ويكون ذكر.

## وصلات خارجية
- مقالات تستعمل روابط فنية بلا صلة مع ويكي بيانات